# Depesza TAF
Depesza TAF (ang. Terminal Aerodrome Forecast) – depesza zawierająca prognozę pogody dla konkretnego miejsca (lotniska).

## Przykład
```
18 Hour TAF
151010 EPTM 151812 31004MPS SCT030 PROB40 TEMPO 1806 3000 SHSN
SCT005 BKN010CB=
```

Oznacza to:

Na lotnisku Tomaszów Mazowiecki, z prawdopodobieństwem 40% między godzinami 18:00 a 06:00 na krócej niż jedną godzinę widoczność będzie 3000 m, nastąpią przelotne opady śniegu, zachmurzenie 3/8 do 4/8, podstawa obniży się do 150 m, a powyżej rozbuduje się cumulonimbus (5/8-7/8) o podstawie 300 m.